# Automatvåben
Et automatvåben er et våben, der er i stand til at affyre en serie af skud ved konstant pres på aftrækkeren. Således er det muligt helt at tømme magasinet.
Denne type våben er svære at ramme præcist med, da der opstår et kraftigt rekyl, når man affyrer en serie af skud. Desuden vil lange skudserier opvarme løbet så meget, at det kan blive rødglødende og derved miste sin rette form. Af samme grund bærer hjælperen foruden ekstra ammunition også et reserveløb til våbnet.